# Dunaszentgyörgy
Dunaszentgyörgy là một thị trấn thuộc hạt Tolna, Hungary. Thị trấn này có diện tích 37,63 km², dân số năm 2010 là 2546 người, mật độ 68 người/km².